# Selezione maschile di calcio del Somaliland
La Selezione di calcio del Somaliland è una squadra di calcio internazionale della Repubblica del Somaliland. Non è membro della CAF o della FIFA per cui non può partecipare al Campionato mondiale di calcio o alla Coppa delle Nazioni Africane.
Dal 30 settembre 2006 è membro ufficiale della NF-Board.
Tra le nazionali dell'NF Board è quella che più di tutte può aspirare a far parte della FIFA in quanto il Somaliland sta portando avanti un processo di indipendenza e di riconoscimento internazionale a partire dal 1991.